# 통영군 (선거구)
통영군은 대한민국의 옛 국회의원 선거구이다. 당시 경상남도 통영군 지역을 관할했다.

## 역사
제4대 국회의원 선거를 앞두고 통영군 전 지역을 관할하는 선거구로 신설되었다.
제6대 국회의원 선거를 앞두고 충무시 선거구, 고성군 선거구와 통합되면서 충무시·통영군·고성군 선거구를 이루게 됨에 따라 폐지되었다.

## 역대 국회의원
| 선거   | 정당 | 정당   | 의원   |
| ------ | ---- | ------ | ------ |
| 1958년 |      | 민주당 | 서정귀 |
| 1960년 |      | 민주당 | 서정귀 |

## 역대 선거 결과

### 대한민국 제4대 국회의원 선거
|  | 51.49% |

|  | 48.50% |

### 대한민국 제5대 국회의원 선거
|  | 44.17% |

|  | 34.80% |

|  | 12.15% |

|  | 8.86% |